# Bohuslav Kirchmann
Bohuslav Kirchmann (Ostrava, 15 aprile 1902 – Praga, 24 gennaio 1990) è stato uno schermidore cecoslovacco, vincitore di una medaglia di bronzo ai campionati mondiali di scherma.